# Caserta
Caserta – miasto i gmina we Włoszech, w regionie Kampania, w prowincji Caserta.
Według danych na rok 2007 gminę zamieszkiwało 85 005 osób, 1415,2 os./km². Siedziba biskupstwa od XII wieku. Od XVIII do XIX wieku – letnia rezydencja królów Neapolu.
Podstawę gospodarki stanowi dobrze rozwinięty przemysł lekki, głównie włókienniczy (przędzalnie jedwabiu), chemiczny i przetwórstwa spożywczego.

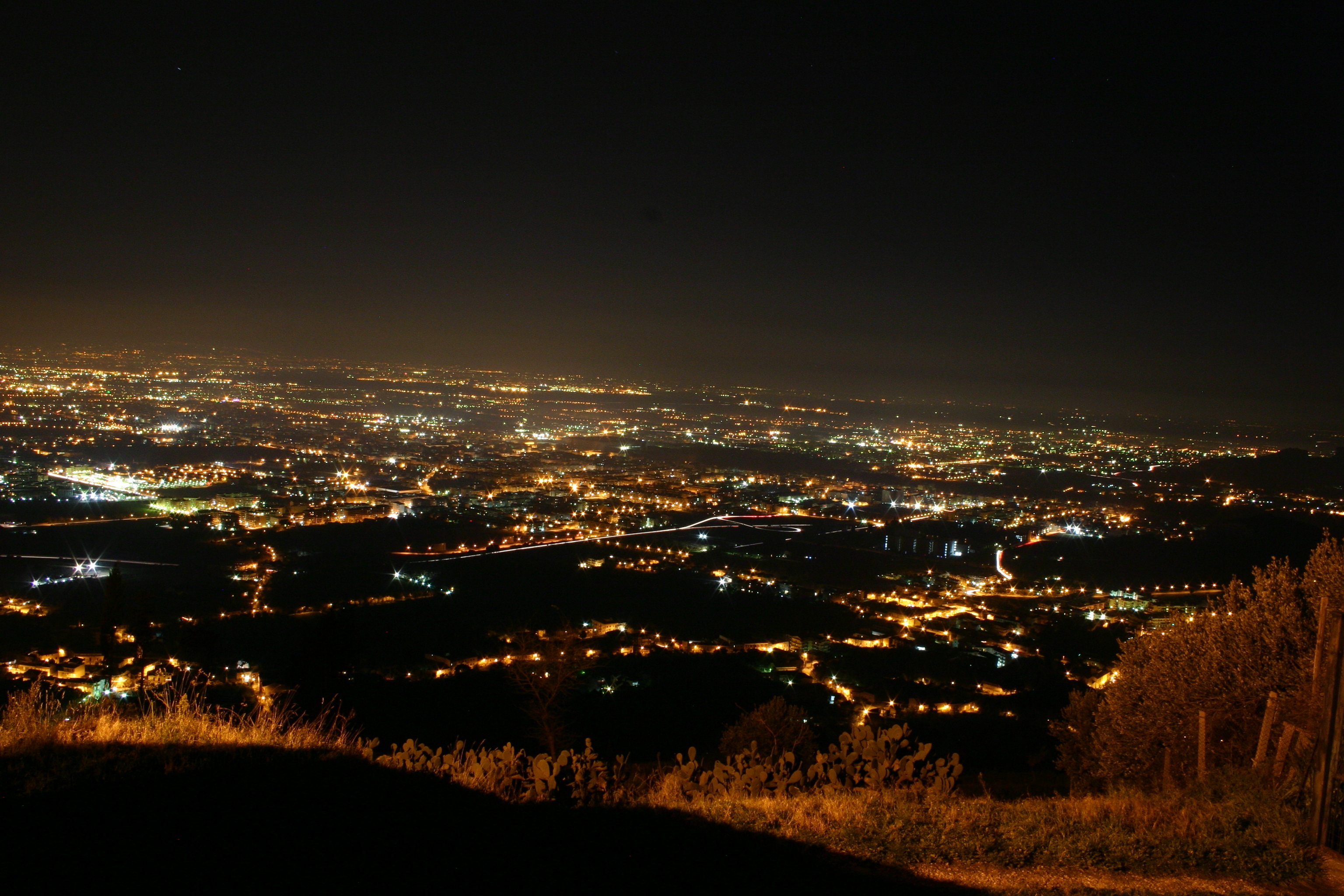
Caserta

## Zabytki
- średniowieczne mury obronne,
- XII-wieczna normandzka katedra San Leucio,
- pałac królewski Burbonów z drugiej połowy XVIII wieku, wraz z parkiem (obecnie muzeum)

## Linki zewnętrzne

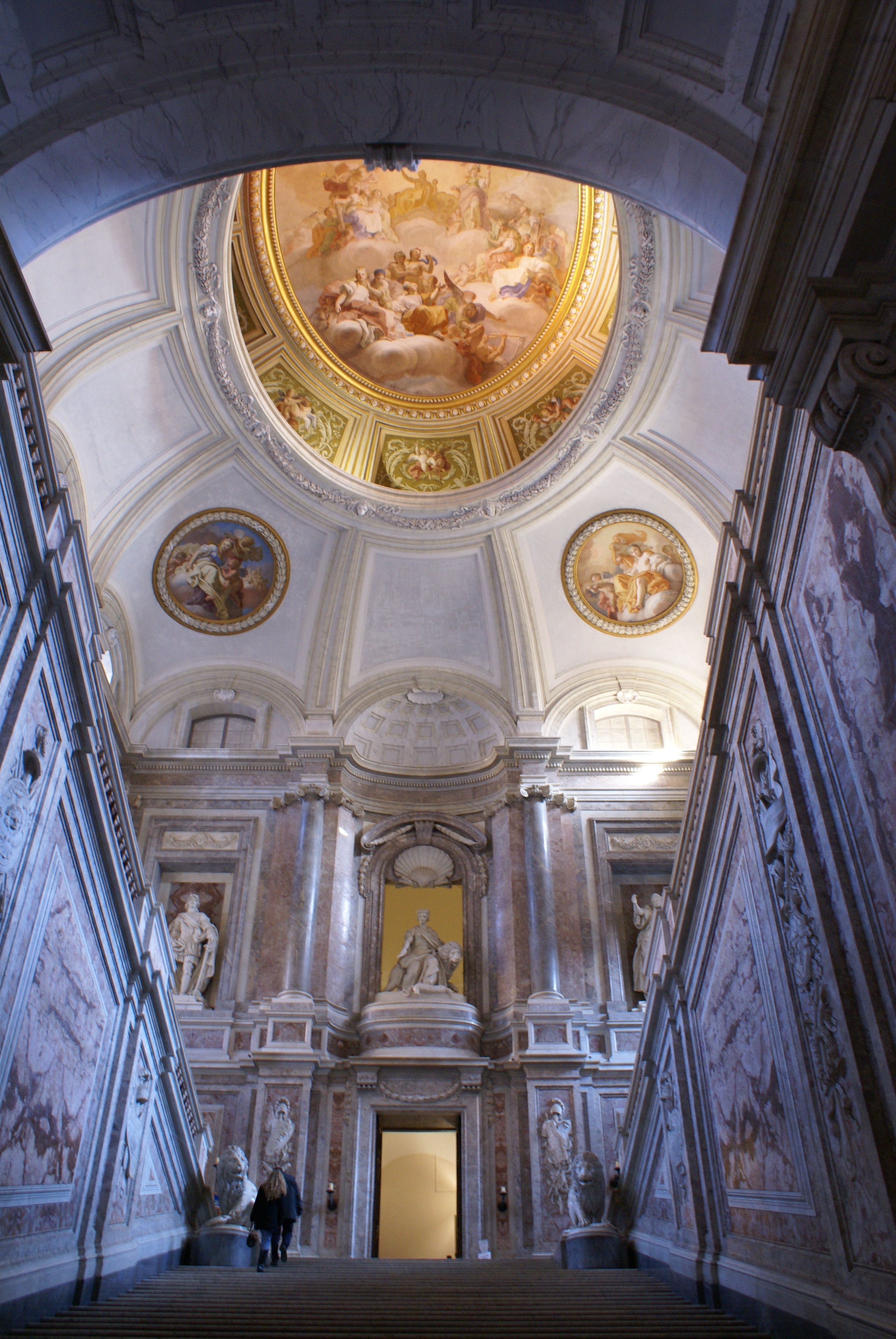
Pałac królewski